# Terrell Brandon
Thomas Terrell Brandon (Portland, Oregon, 20 de maio de 1970) é um ex-jogador norte-americano de basquete profissional que atuou na  National Basketball Association (NBA). Foi o número 11 do Draft de 1991.